# Fédération de Hong Kong de basket-ball
La Fédération de Hong Kong de basket-ball est une association, fondée en 1957, chargée d'organiser, de diriger et de développer le basket-ball à Hong Kong.
La Fédération représente le basket-ball auprès des pouvoirs publics ainsi qu'auprès des organismes sportifs nationaux et internationaux et, à ce titre, Hong Kong dans les compétitions internationales. Elle défend également les intérêts moraux et matériels du basket-ball hongkongais. Elle est affiliée à la FIBA depuis 1957, ainsi qu'à la FIBA Asie.
La Fédération organise également le championnat national.